# Кассирс, Ги
Ги Кассирс (нидерл. Guy Cassiers, [ˈɣi kɑˈsiːrs]; род. 6 декабря 1960, Антверпен) — бельгийский (фламандский) театральный режиссёр.

## Биография
Учился живописи в Королевской Академии художеств в Антверпене. Первые театральные постановки Кассирса относятся к 1980-м годам. Он сделал упор на юную публику, в 1987 возглавил в Генте театральную компанию Oud Huis Stekelbees, спектакли которой были ориентированы на детей и молодежь. С 1992 тесно сотрудничал с брюссельским Kaaitheater , куда его привлекла Марианна Ван Керкховен, с харлемским театром Toneelschuur (Театральный сарай). В 1998—2006 — художественный директор Ro Theater  в Роттердаме. С 2006 руководит крупнейшей театральной компанией во Фландрии — антверпенским Toneelhuis (Дом театра).
Ставит драматические и оперные спектакли, часто обращается к инсценировкам романов, активно использует видео. Показывал свои постановки во многих театрах Европы и США, неоднократный гость Авиньонского фестиваля.

## Избранные постановки
- 1993: Ложь и распад (по Беккету и Дж. Барнсу)
- 1995: Ангелы в Америке (Тони Кушнер)
- 1996: Хиросима, любовь моя (по сценарию Маргерит Дюрас)
- 1997: В молочном лесу (Дилан Томас)
- 1998: Фауст, часть I (Гёте)
- 1999: Ключ (по роману Дзюнъитиро Танидзаки)
- 1999: Анна Каренина (по роману Толстого)
- 2001: The Woman Who Walked into Doors (опера Криса Дефорта по роману Родди Дойла)
- 2002: В поисках утраченного времени (по роману Пруста)
- Тетралогия
  - Помощник мясника (по роману Патрика Маккейба)
  - Осиная фабрика (по одноименному роману Иэна Бэнкса)
  - 2006: Декантированное красное (по роману Йеруна Брауверса, Авиньонский фестиваль)
  - 2006: Умопомрачение (по одноименному роману Й.Бернлефа)
- 2006: Онегин (по роману Пушкина)
- Триптих власти
  - 2006: Mefisto for ever (Том Лануа, по роману Клауса Манна; Авиньонский фестиваль)
  - 2007: Беладонна (Ги Кассирс, Том Лануа и др., по сценариям Ю.Арабова к фильмам А.Сокурова Молох, Телец, Солнце)
  - 2008: Atropa, или Месть ради мира (Том Лануа, по Еврипиду, Эсхилу, Курцио Малапарте и др.; Авиньонский фестиваль)
- 2009: Слухи (по роману Хюго Клауса)
- 2009: Дом спящих красавиц (опера Криса Дефорта, по Ясунари Кавабате, показана в антверпенском Toneelhuis, брюссельском театре Ла Монне)
- 2009: Адам в изгнании, или Трагедия трагедий (опера Роберта Зюйдама, по Йосту ван ден Вонделу)
- 2009: У подножия вулкана (по роману Малькольма Лаури)
- 2009: Судья и исполнитель приговора (по роману Янины Де Роп)
- 2010: Человек без свойств (по роману Р.Музиля; Авиньонский фестиваль)
- 2010-2013: Кольцо Нибелунга (оперная тетралогия Рихарда Вагнера, дирижер Даниэль Баренбойм; театр Ла Скала, Берлинская опера)
- 2011: Кровь и розы. Песнь о Жанне и Жиле (Авиньонский фестиваль)

## Признание
- Амстердамская художественная премия (2005)
- Европейская премия Новая театральная реальность (Вроцлав, 2009, см.: ).